# Elophos subnivea
Elophos subnivea är en fjärilsart som beskrevs av Eugen Wehrli 1924. Elophos subnivea ingår i släktet Elophos och familjen mätare. Inga underarter finns listade i Catalogue of Life.